# 德国基层民主党
德国基层民主党（德語：Basisdemokratische Partei Deutschland) 是德国的一个政党。 政治學者和媒体普遍认为该党反對2019冠狀病毒病相關封鎖措施並且反對接种2019冠狀病毒病疫苗。 
德国基层民主党中有一些黨員支持替代医学和神秘主义，還有一些人是极右翼阴谋论者。 